# Acleris takeuchii
Acleris takeuchii is een vlinder uit de familie van de bladrollers (Tortricidae). De wetenschappelijke naam van de soort is voor het eerst geldig gepubliceerd in 1964 door Razowski & Yasuda.